# Drangajökull
Drangajökull – lodowiec w północno-zachodniej części Islandii.

## Opis
Ma formę relatywnie niewielkiej czapy lodowej i zajmuje powierzchnię 160 km² (stan na 2011 rok), co czyni go piątym lodowcem Islandii. Rozciąga się wzdłuż osi północny zachód – południowy wschód, a jego lodowce wyprowadzające Kaldalónsjökull, Leirufjarðarjökull i Reykjarfjarðarjökull płyną dolinami w kierunku oceanu, opadając na wysokość 200 m n.p.m. Drangajökull jest najbardziej na północ wysuniętym lodowcem Islandii.    